# Пристанный
Пристанный (устар. Пантуксен-оя) — ручей в России, протекает в Приозерском районе Ленинградской области. Ручей начинается из Судаковского озера и течёт на северо-запад по западной окраине города Приозерска. Устье ручья находится в 5,6 км по правому берегу реки Вуоксы. Длина реки составляет 2,4 км.

## Данные водного реестра
По данным государственного водного реестра России, относится к Балтийскому бассейновому округу, водохозяйственный участок реки — Водные объекты бассейна оз. Ладожское без рр. Волхов, Свирь и Сясь, речной подбассейн реки — Нева и реки бассейна Ладожского озера (без подбассейна Свирь и Волхов, российская часть бассейнов). Относится к речному бассейну реки Нева (включая бассейны рек Онежского и Ладожского озера).
Код объекта в государственном водном реестре — 01040300212102000009447.